# Gennadij Vaganov
Gennadij Viktorovitj Vaganov (ryska: Геннадий Викторович Ваганов), född 25 november 1930 i Duvan (Ryssland), var en sovjetisk längdåkare som tävlade under 1950- och 1960-talet. Hans främsta meriter är två olympiska brons på 4 x 10 km (1960 och 1964) och ett VM-brons.